# Montpellier Business School
Die Montpellier Business School (französisch: Groupe Sup de Co Montpellier) ist eine private, staatlich anerkannte wissenschaftliche Wirtschaftshochschule. Sie verfügt über zwei Standorte in Montpellier. Die Hochschule führt transnationale Bachelor-, Master-, Promotions- und MBA-Programme sowie Seminare zur Weiterbildung von Managern durch.
Die MBS ist als eine von 76 Hochschulen weltweit dreifach akkreditiert durch AACSB, EQUIS und AMBA.

## Berühmte Absolventen
- Pere Pastor Vilanova, ein andorranischer Jurist